# Кім Олексій Едуардович
Олексій Едуардович Кім (рос. Алексей Эдуардович Ким; нар. 5 квітня 1986, Ташкент) – південнокорейський шахіст і шаховий тренер (Тренер ФІДЕ від 2011 року), представник Росії до квітня 2006, гросмейстер від 2004 року.

## Шахова кар'єра
Народився в Узбекистан, в шахи навчився грати у 4 роки від свого діда, Миколи Володимировича Кіма, який у 1937 році переселився з Приморського краю в Узбекистан. В 11 років переміг у чемпіонаті Москви серед юніорів, 1997 року дебютував у рейтинговому списку ФІДЕ. Неодноразово брав участь у фіналі чемпіонату Росії серед юніорів у різних вікових категоріях, також п'ять разів представляв країну на чемпіонаті світу (1998, 2004) і Європи (2000, 2002, 2004) серед юніорів. Крім того, у 2006 році представляв Корею на зіграному в Єревані чемпіонаті світу в категорії до 20 років.
2002 року посів 3-тє місце (позаду Ігоря Курносова і Дениса Хісматулліна) в Серпухові. Гросмейстерські норми виконав в Москві (двічі на меморіалах Ф. Пріпіса, 2002 року – поділив 1-місце разом зі Станіславом Новіковим та 2003 року – поділив 2-ге місце позаду Євгеном Воробйова, разом з Олександром Шороховим) і в Санкт-Петербурзі (2003 – поділив 3-тє місце позаду Дмитра Бочарова і Володимира Бурмакіна, разом із, зокрема, Олександром Арещенком і Михайлом Улибіним). 2005 року поділив 3-тє місце (позаду Бориса Савченка та Дмитра Свєтушкіна, разом із, зокрема, Олександром Зубарєвим і Олексієм Корнєвим) у Саратові, 2007 року поділив 2-ге місце (з Сергієм Михайловським, разом з Юрієм Тихоновим) у Санкт-Петербурзі, тоді як у 2008 році взяв участь у шаховій олімпіаді в Дрездені, здобувши на 1-й шахівниці 8½ очок в 11 партіях.
Найвищий рейтинг Ело в кар'єрі мав станом на 1 квітня 2009 року, досягнувши 2482 очок займав тоді 1-ше місце серед південнокорейських шахістів.